# 国民革命軍戦闘序列 (1937年)
1937年国民革命軍戦闘序列は1937年8月に発布された中華民国国民革命軍の戦闘序列である。この戦闘序列は日中戦争勃発後、中国を統治していた中華民国政府が日本軍に抵抗するために中国全土を対象としたものである。
1938年1月、国民革命軍（中国軍）は第2次上海事変で敗れ首都の南京から撤退し、この戦略的移動と兵力の損害が多かったため、国民革命軍の戦闘序列が大幅に変更された。戦闘序列の改編により、日中戦争の第1期第1段階が正式に終わり、中国は武漢を根拠地とする日中戦争の第1期第2段階に入った。

## 兵力
兵力については、1937年8月の中国国民革命軍の戦闘序列の編成では、整備訓練を経た部隊も未整備部隊も合わせて、合計182個歩兵師（師団相当）、46個旅（旅団相当）、9個騎兵師、6個騎兵旅、4個砲兵旅、8個砲兵団（連隊相当）であった。1937年中の兵力の概算は、陸軍現役兵員は170万人余りに達した。この中には1937年の実補充30万人は含まれない。

## 軍費
軍費については、1937年国民革命軍の軍費にかかる歳出は約13億7千万法幣となり、通常の軍務費（兵士への給与）、国防建設費（武器）及びその他の軍事費用を含むもので、この歳出は同年の中国の国家総歳出22億法幣の約65%以上になった。

## 戦闘序列表

### 国民政府軍事委員会
- 国民政府軍事委員会（中国語版）委員長　蔣介石
  - 参謀総長　程潜
  - 副参謀総長　白崇禧

### 第1戦区
- 司令長官：蔣介石（後に程潜に交代）
- 作戦地区：河北省北部至山東省北部
  - 第1集団軍　宋哲元
  - 第2集団軍　劉峙
  - 第14集団軍　衛立煌

### 第2戦区
- 司令長官：閻錫山
- 作戦地区：山西省、察哈爾省、綏遠省
  - 第6集団軍　楊愛源
  - 第7集団軍　傅作義
  - 第18集団軍（八路軍） 朱徳
  - 予備軍 閻錫山（兼）

### 第3戦区
- 司令長官：馮玉祥、第2次上海事変勃発後は蔣介石兼任
- 作戦地区：江蘇省、浙江省
  - 第8集団軍　張発奎
  - 第9集団軍　張治中
  - 第10集団軍　劉建緒
  - 第15集団軍　陳誠
  - 第19集団軍　薛岳

### 第4戦区
- 司令長官：何応欽
- 作戦地区：広東省、福建省
  - 第4集団軍　蔣鼎文
  - 第12集団軍　余漢謀

### 第5戦区
- 司令長官：蔣介石（兼）
- 作戦地区：山東省南部、江蘇省北部
  - 第3集団軍　韓復榘
  - 第5集団軍　顧祝同

### 第1予備軍
- 司令官　李宗仁

### 第2予備軍
- 司令官　劉湘

### 第3予備軍
- 司令官　竜雲

### 第4予備軍
- 司令官　何成濬

### その他
- 海軍：総司令　陳紹寛
- 空軍：総司令　蔣介石（兼）
- 江防司令：沈鴻烈
- 首都警備総司令：谷正倫
- 首都防空総司令：谷正倫
- 守備司令
- 保安司令
- 第17集団軍　馬鴻逵（直属）